# Вауліни
Вау́ліни (рос. Ваулины) — присілок у складі Орічівського району Кіровської області, Росія. Входить до складу Спас-Талицького сільського поселення.
Населення становить 1 особа (2010, 7 у 2002).
Національний склад станом на 2002 рік — росіяни 100 %.